# تضخم البطينين
تضخم البطينين[بحاجة لمصدر](Ventriculomegaly) هو حالة تصيب المخ تحدث بشكل رئيسي لدى الجنين عندما تتوسع البطينات الجانبية. التعريف الأكثر شيوعًا هو عندما يكون عرض أذين البطين الجانبي أكبر من 10 مم. يحدث هذا في حوالي 1٪ من حالات الحمل. عندما يكون هذا القياس بين 10 و 15 مم، يمكن وصف تضخم البطينين بأنه خفيف إلى متوسط. عندما يكون القياس أكبر من 15 مم، يمكن تصنيف تضخم البطينين على أنه أكثر شدة. قد يحدث تضخم البطينين لعدد من الأسباب، مثل فقدان حجم المخ (ربما بسبب العدوى أو الاحتشاء)، أو ضعف تدفق أو امتصاص السائل النخاعي من البطينين، والذي يسمى استسقاء الرأس أو استسقاء الرأس ذو الضغط الطبيعي المرتبط بثلم دماغي واضح. ومع ذلك، غالبًا ما لا يوجد سبب يمكن تحديده. قد تكون الثقب بين البطينين مشوهة خلقيًا، أو قد تصبح مسدودة بسبب العدوى أو النزيف أو ورم نادرًا، مما قد يضعف تصريف السائل النخاعي، وبالتالي تراكمه في البطينين.[بحاجة لمصدر]

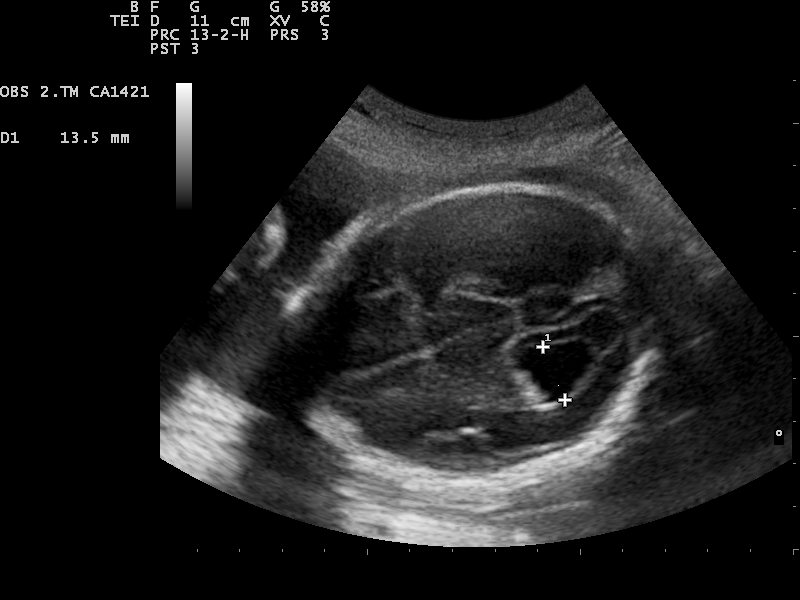

يتم العثور على هذا التشخيص عمومًا في فحوصات الشذوذ الجنيني الروتينية في الأسبوع 18-22 من الحمل. إنه أحد أكثر النتائج غير الطبيعية شيوعًا في الدماغ على الموجات فوق الصوتية قبل الولادة، ويحدث في حوالي 1-2 لكل 1000 حالة حمل. ومع ذلك، في العديد من حالات تضخم البطينين الخفيف، هناك شفاء لتضخم البطينين أثناء الحمل.

## الارتباطات
من المعروف أن تضخم البطينين يرتبط بتشوهات أخرى مثل عدم تكوّن الجسم الثفني، وانشقاق العمود الفقري، وعيوب القلب. الأجنة المصابة بتضخم البطينين المنعزل والتشوهات الأخرى معرضة لخطر متزايد للإصابة بتشوهات كروموسومية، بما في ذلك متلازمة داون.
يمكن تعريف العديد من الحالات المرتبطة بتضخم البطينين قبل الولادة، ولكن تظل احتمالية اكتشاف تشوهات أخرى (سواء كانت بنيوية أو كروموسومية أو وراثية) في وقت لاحق من الحمل أو بعد الولادة قائمة. غالبًا ما يكون لتضخم البطينين المرتبط بنتائج غير طبيعية وتشوهات بنيوية أخرى تشخيص سلبي، يتراوح من الإعاقة (غالبًا خفيفة) إلى الوفاة. ومع ذلك، في حالات تضخم البطينين المنعزل الخفيف، هناك احتمال بنسبة 90% لنتيجة طبيعية.
على نحو متزايد، يُنظر إلى التصوير بالرنين المغناطيسي للجنين كجزء من تقييم حالات الحمل المعقدة بسبب تضخم البطينين لدى الجنين،  ويبدو أنه مهم في التقييم بعد الولادة للأطفال المصابين.
على الرغم من أن تقييم أبعاد البطينين الجانبيين حاسم لإثبات تشخيص تضخم البطينين، فإن شكل نظام البطينين، بما في ذلك شكل القرون الأمامية، مهم أيضًا.
يحدث تضخم البطينين لدى المصابين بمتلازمة نقص GLUT1.